# جولیان لوتمان
جولیان لوتمان (انگلیسی: Julian Lüttmann؛ زادهٔ ۱۹ آوریل ۱۹۸۲) بازیکن فوتبال اهل آلمان است.
از باشگاه‌هایی که در آن بازی کرده‌است می‌توان به باشگاه فوتبال هولشتاین کیل، باشگاه فوتبال اس‌وی زاندهاوزن، و باشگاه فوتبال قوت-وایس ارفورت اشاره کرد.